# Waaienberg

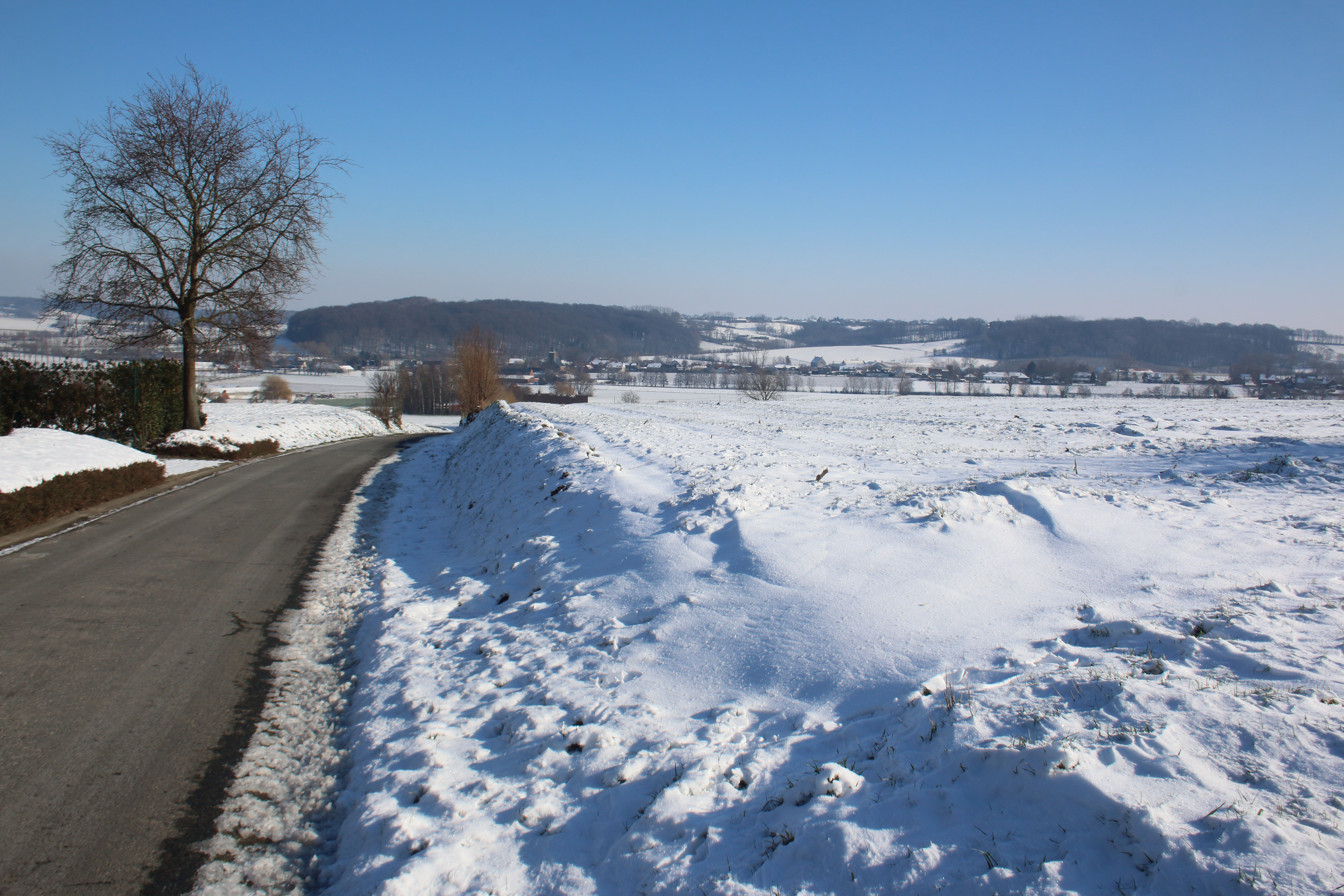

De Waaienberg is een heuvel in de Vlaamse Ardennen gelegen tussen Zulzeke en Kwaremont in de Belgische provincie Oost-Vlaanderen. Op de top komt vanuit oostelijke richting de Kapelberg omhoog.

## Wielrennen
De helling is bekend uit onder andere De Reuzen van Vlaanderen, een parcours voor wielertoeristen.